# Lafaiete Coutinho
Lafaiete Coutinho este un oraș în statul Bahia (BA) din Brazilia.